# لين هانلي
لين هانلي (بالإنجليزية: Lynne Hanley)‏ هي ناقدة أدبية وكاتِبة وصحفية بريطانية، ولدت في 1943.